# Ложечниця лікарська
Ложечниця лікарська (Cochlearia officinalis) — вид трав'янистих рослин родини капустяні (Brassicaceae). Етимологія: лат. officinalis — «лікарський».

## Опис
Дворічна або багаторічна трав'яна рослина. Квітучі стебла 20–50 см заввишки, прямолінійні або висхідні. Наземні частини рослин голі. Листя розташоване в основній розетці й поширюється на стебло. Базальні листки (0.5)1–3.5(4.5) × 1–4.5(5.5) см, черешкові. Квіти ароматні, є гермафродитами і запилюються бджолами, мухами та жуками. Чашолистки 1.5–2.5(3.5) мм, увігнуті. Чотири вільні пелюстки довжиною від 3 до 5.5 мм, білі. Плоди 3–5(6.5) мм завдовжки, яйцеподібно-кулясті, зазвичай округлі на верхівці та основі. Насіння (1)1.2–1.5 × 0.9–1.3 мм, субсферично-еліпсоїдальне, коричневе або коричнево-червоне. 2n = 24.

## Поширення
Європа: Російська Федерація, Бельгія, Німеччина, Нідерланди, Швейцарія, Данія, Фарерські острови, Фінляндія, Ірландія, Норвегія, Швеція, Велика Британія, Франція. Натуралізований: Італія, Іспанія. 
Населяє солончаки, болота, кам'янисті, піщані райони, затоплені солоною прибережною водою. Ця рослина була лікарською й споживалася в їжу.

## Галерея

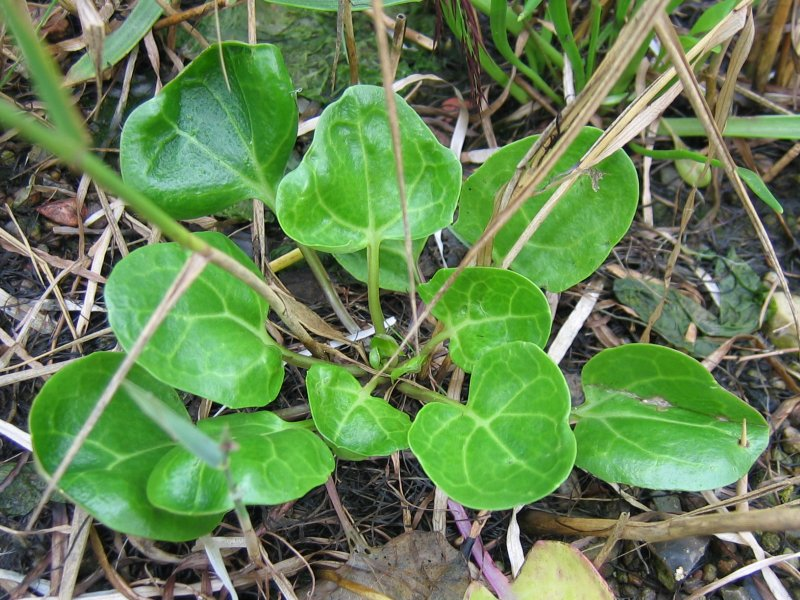
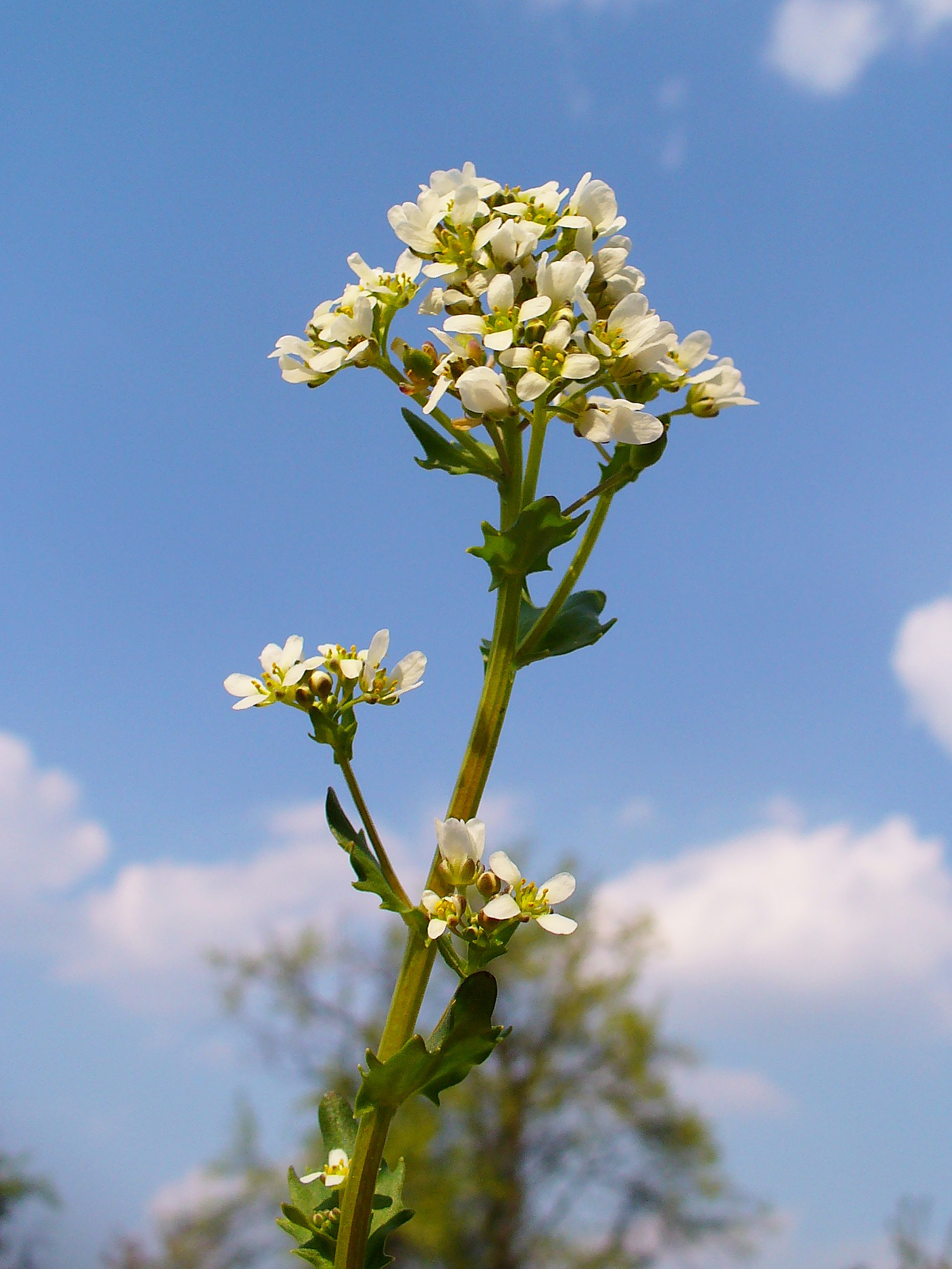
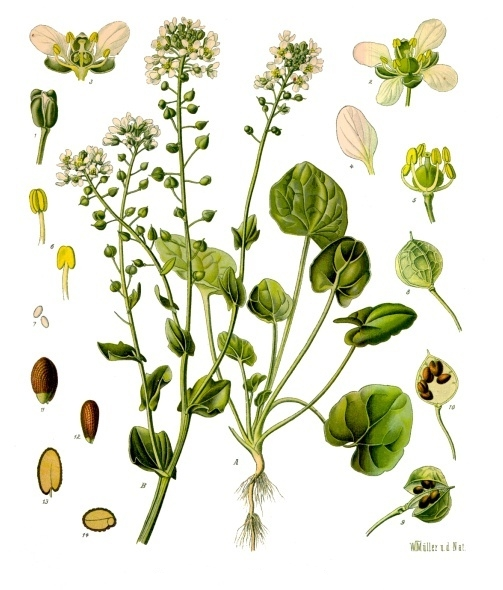